# Terry Frankcombe
Terry Frankcombe es un deportista australiano que compitió en judo. Ganó dos medallas de bronce en el Campeonato de Oceanía de Judo, en los años 2003 y 2010.

## Palmarés internacional
| Campeonato de Oceanía | Campeonato de Oceanía | Campeonato de Oceanía | Campeonato de Oceanía |
| Año                   | Lugar                 | Medalla               | Categoría             |
| --------------------- | --------------------- | --------------------- | --------------------- |
| 2003                  | Suva (Fiyi)           | Medalla de bronce     | +100 kg               |
| 2010                  | Canberra (Australia)  | Medalla de bronce     | +100 kg               |